# يو-110
يو-110 كانت غواصة ألمانية تايب تسعة بي شاركت في الحرب العالمية الثانية، بنتها ألمانيا النازية لبحريتها التي تسمى كريغسمرين. أستولت عليها البحرية الملكية في 9 مايو 1941 ، وقدمت عددا من الوثائق والشفرات السرية للبريطانيين. عملية القبض على الغواصة يو-110 أعطيت الاسم الرمزي «عملية زهرة الربيع» في وقت لاحق، وبقيت هذه العملية واحدة من أكبر أسرار الحرب، وبقي سرا لمدة سبعة أشهر.  تم إخبار الرئيس فرانكلين روزفلت عن العملية من قبل ونستون تشرشل في يناير 1942. كانت الغواصات الألمانية تايب تسعة بي أكبر قليلا من النموذج الأصلي للغواصات الألمانية تايب تسعة لكنها تبقى أصغر حجما من تايب تسعة إيه. كان إزاحة الغواصة على السطح تبلغ 1,051 طن وتحت الماء 1,178 طن.  الفيلم الأمريكي الخيالي يو 571،  بني على اختطاف غواصة يو-110 من قبل البريطانيين والإستيلاء على شيفرة إنجما ومفاتيح التشفير.